# Nektarnik malachitowy
Nektarnik malachitowy, nektarnik żółtoboczny (Nectarinia famosa) – gatunek drobnego, acz długiego ptaka z rodziny nektarników (Nectariniidae). Występuje we wschodniej i południowej Afryce. Nie jest zagrożony.

## Systematyka
Wyróżnia się dwa podgatunki N. famosa:
- N. famosa cupreonitens – Erytrea i Etiopia do wschodniej Zambii, północnego Malawi i północnego Mozambiku.
- N. famosa famosa – wschodnie Zimbabwe, zachodni Mozambik i RPA.

Proponowane podgatunki subfamosa, centralis i aeneigularis zostały uznane za nieodróżnialne od cupreonitens; podgatunek major zsynonimizowano z podgatunkiem nominatywnym.

## Występowanie
Nektarnik malachitowy występuje w Afryce w izolowanych populacjach rozsianych od Etiopii do południowej RPA. Nie jest zagrożony. Jego zasięg występowania (Extent of occurrence, EOO) zajmuje około 6 020 000 km².

## Morfologia
Długość ciała samca wynosi 24–27 cm, natomiast samicy 13–15 cm. Rozpiętość skrzydeł 18–23 cm. Samiec osiąga masę ciała 14–23 g, samica 8,5–17 g. Bardzo wyraźny dymorfizm płciowy. Długi, czarny i zagięty do dołu dziób. Samiec metalicznie zielony z niebieskawą piersią. Ma czarne lotki i dwie środkowe sterówki. Są one znacznie wydłużone. Nogi również czarne. Samica brązowo-szarooliwkowa, nie wyróżnia się. Ale pomimo tego ma długi czarny dziób. W locie widoczne białe zewnętrzne sterówki.

## Tryb życia
Zamieszkuje zazwyczaj bezdrzewne tereny trawiaste z połaciami kwitnących krzewów. Często można go zobaczyć w parkach i ogrodach. Bardzo agresywnie broni swoich lęgów i żerowisk przed rywalami i innymi ptakami. Najczęściej można usłyszeć donośne, powtarzane i piskliwe czip. Piosenka to przyśpieszający ciąg sylaby czip. Żywi się nektarem wielu gatunków kwiatów, ponadto łowi pająki i owady, zwłaszcza dla piskląt. Wyprowadza 2 lub 3 lęgi. Buduje w drzewie lub na krzewie gniazdo o owalnym kształcie. Budulec to trawa, liście, patyki, korzonki i wyściółka z piór. Swoje 1–3 jaja wysiaduje przez 11–14 dni. Młode potrafią latać po 15–17 dniach.

## Status
IUCN uznaje nektarnika malachitowego za gatunek najmniejszej troski (LC, Least Concern) nieprzerwanie od 1988 roku. Liczebność populacji nie została oszacowana, ale ptak ten opisywany jest jako lokalnie pospolity w dogodnym dla niego środowisku. Trend liczebności populacji uznawany jest za stabilny.